# Olajos Váczy Magda
Váczy Magda (Mikola, 1909 – Csíkszereda, 1999) romániai magyar újságíró, Olajos Béla magyar festő felesége.

## Élete
Elszegényedő vidéki kisnemesi értelmiségi családba született. Özvegyen maradt édesanyjával és húgával 1919-ben költöztek be Szatmárnémetibe, ahol élete nagy részét töltötte.
Középiskolai tanulmányait a Zárdában végezte el. Itt segítették irodalmi és képzőművészi képességeinek növelésében. A két világháború közötti kisebbségi sorsnál kedvezőbb körülmények között bármelyik alkotói pálya nyitva állt volna előtte. ám amikor ehhez elérkezett volna az idő, a szükség hozta meg a döntést: Nagybányára elküldött rajzai alapján Mikola András meghívta a festőiskolába, de a biztos kenyérkereset lehetőségét megragadva az újságírói pályát választotta.
Az 1920-as, 1930-as években az erdélyi magyarság önszerveződésében, öneszmélésében kiemelt szerepet játszott az anyanyelvi sajtó, s a Dienes Sándor által szerkesztett Szatmári Újságot a legrangosabb orgánumok között említi. Pályázati írásainak elfogadása révén Váczy Magda ebben a szerkesztőségben gyakornokoskodhatott, csakhamar a bűnügyi riportázs rendkívül színvonalas művelőjévé vált.
Az újság tulajdonos-cseréjét s a régi szerkesztők szélnek eresztését követően címfestő volt az Unió Vagongyárban, majd átmenetileg a kolozsvári Ellenzék című, ugyancsak az egyik legrangosabb korabeli napilap tudósítója volt. (hívták a Brassói Lapokhoz is, de más furakodott a helyére) Színes riportokat írt a Jakab Antal-alapította, de nagyon rövid életű Reggeli Lapokba. Ezt követően könyvelő volt egy szövetkezetben. Később az „Első Szatmári Cipőgyár” bérszámfejtője lett, majd ismét újságíróként tevékenykedett a Szamos című lapnál. Ezután ruhatervező volt a frissen létesített Mondiala Készruhagyárban. Végül már csak otthon, a lakásukban festett szent képeket (ikonokat) falusiaknak.
1941-ben ismerkedett meg a Magyarországról Szatmárnémetibe helyezett rajztanár-festőművész Olajos Bélával, és ettől kezdve életének legmerészebb vállalkozása és legmaradandóbb hozama ennek a különös sorsú, kivételes tehetségű alkotóembernek az oltalmazása, művészi kiteljesülésének az elősegítése pusztán jelenlétével, alkalmazkodásával, azonosulásával, s a házasságukból született gyermek felnevelése.
Hajlott korában, halála előtt néhány esztendővel, leányáék csíkszeredai otthonában írta meg az utolsó, a legnagyobb riportját: Mielőtt a köd leszáll című emlékiratait.

## Művei
- Várja a dolgozókat a szakszervezeti kiállítás. (Célkitűzésről, művészetükről és a festészet jövőjéről nyilatkoznak a szatmári képzőművészek.) Szabad élet, 1945. szeptember 11.
- Mielőtt a köd leszáll (emlékirat, 2010)

## További információ
- Az esti harangszóba beleüvöltött a sziréna… - Friss Újság (Olajos Váczy Magda visszaemlékezése Szatmárnémeti 1944-es bombázásáról)